# Бирка (Олов'яннинський район)
Би́рка (рос. Бырка) — селище у складі Олов'яннинського району Забайкальського краю, Росія. Входить до складу Уртуйського сільського поселення.

## Населення
Населення — 448 осіб (2010; 431 у 2002).
Національний склад (станом на 2002 рік):
- росіяни — 83 %